# Francisco de Borja
Francisco de Borja (ur. w 1441 w Xàtivie, zm. 4 listopada 1511 w Reggio nell’Emilia) – hiszpański kardynał.

## Życiorys
Urodził się w 1441 roku, w Xàtivie. W młodości był kanonikiem kapituły katedralnej w Walencji i protonotariuszem apostolskim. 19 sierpnia 1495 roku został wybrany biskupem Teano, a 6 listopada 1499 mianowano go arcybiskupem Cosenzy. Po nominacji pozostał administratorem diecezji Teano, z której zrezygnował w 1508 roku. 28 września 1500 roku został kreowany kardynałem prezbiterem i otrzymał kościół tytularny Santa Cecilia. W 1501 roku został mianowany legatem w Kampanii, a wkrótce potem został nauczycielem Giovanniego Borgii. W latach 1503–1504 pełnił rolę kamerlinga Kolegium Kardynałów. W 1510 wystąpił przeciwko Juliuszowie II, pisząc do niego list z Ferrary, w którym wezwał go do uczestnictwa w soborze w Pizie. Kardynał został pozbawiony godności kościelnych i ekskomunikowany 24 października 1511 roku. Ponieważ był ciężko chory, nie uczestniczył w soborze, jednak oddał swoje prerogatywy pięciu innym kardynałom. Wraz z nim, anatemą zostali objęci Bernardino Lopez de Carvajal, Guillaume Briçonnet i René de Prie, jednak wszyscy zostali zrehabilitowani w 1513 roku przez Leona X (z wyjątkiem Borjy, który już wówczas nie żył). W 1511 roku był również protoprezbiterem. Zmarł 4 listopada 1511 roku w Reggio nell’Emilia.